# Champion Heights (Ohio)
Champion Heights es un lugar designado por el censo ubicado en el condado de Trumbull en el estado estadounidense de Ohio. En el Censo de 2010 tenía una población de 6498 habitantes y una densidad poblacional de 299,86 personas por km².

## Geografía
Champion Heights se encuentra ubicado en las coordenadas 41°18′11″N 80°51′5″O / 41.30306, -80.85139. Según la Oficina del Censo de los Estados Unidos, Champion Heights tiene una superficie total de 21.67 km², de la cual 21.67 km² corresponden a tierra firme y (0%) 0 km² es agua.

## Demografía
Según el censo de 2010, había 6498 personas residiendo en Champion Heights. La densidad de población era de 299,86 hab./km². De los 6498 habitantes, Champion Heights estaba compuesto por el 97.85% blancos, el 0.89% eran afroamericanos, el 0.06% eran amerindios, el 0.28% eran asiáticos, el 0% eran isleños del Pacífico, el 0.15% eran de otras razas y el 0.77% pertenecían a dos o más razas. Del total de la población el 0.91% eran hispanos o latinos de cualquier raza.